# ABC@Home
ABC@Home是一个分布式计算项目，是一个旨在通过计算穷举abc猜想条件的三元数组从而帮助数学家破解这个猜想。
该项目主持单位是荷兰莱顿大学数学研究所，运行平台为BOINC平台。

## 研究内容介绍
通过穷举计算一直到C≤10^18来满足ABC猜想条件的三元数组。也可以说是满足 C=A+B, A＜B, rad(ABC)<C.
通过研究这些三元数组的分布，来证明这个ABC猜想未解决的数学问题。也就可以间接的证明部分的费马-卡特兰猜想和完全证明Schinzel-Tijdeman猜想。

## 项目进度
- 穷举计算进度
- 找到的三元数组